# アルフレッド・ノーブル

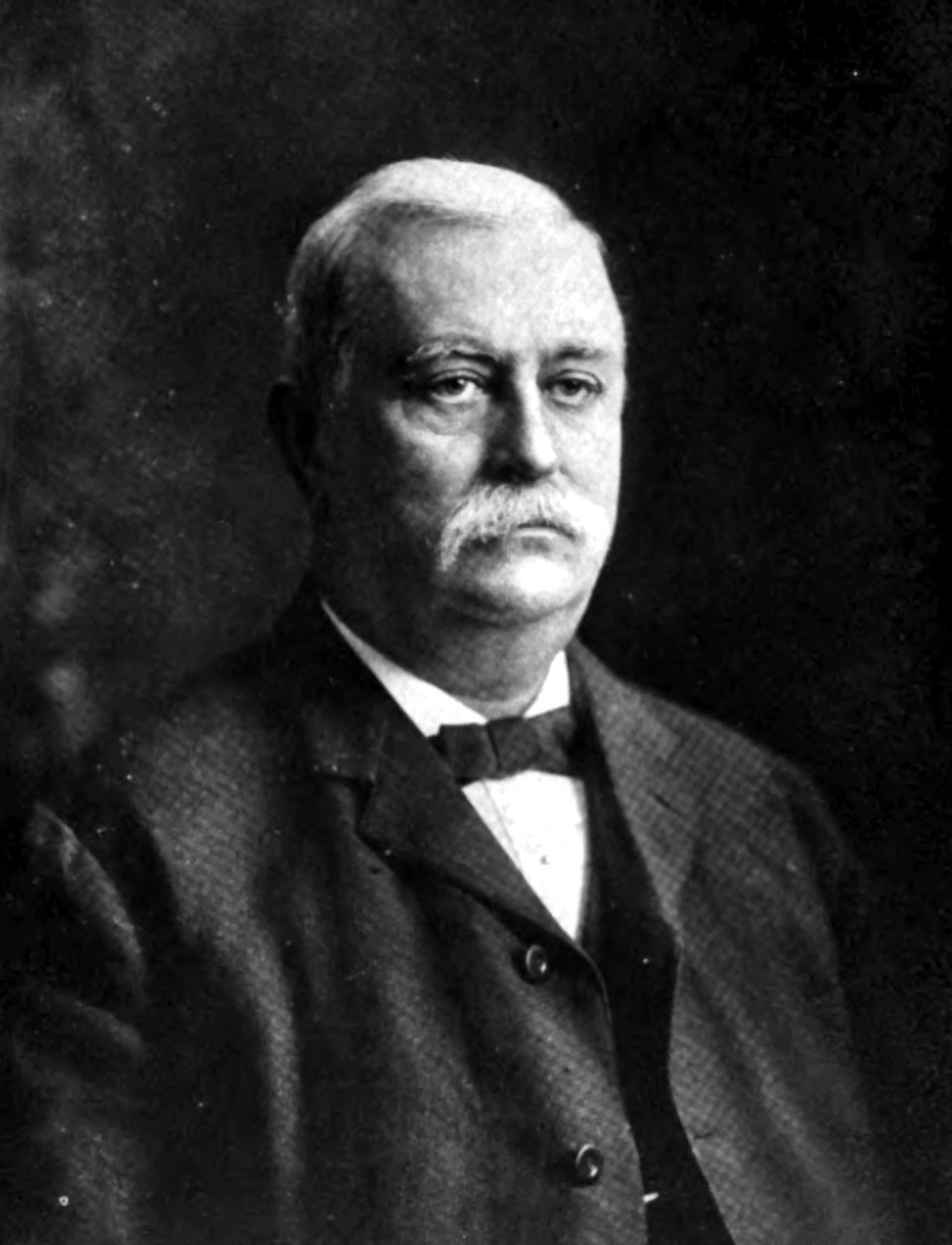

アルフレッド・ノーブル（Alfred Noble、1844年8月7日 - 1914年4月19日）は、アメリカ合衆国の土木工学者である。ミシガン湖とヒューロン湖を結ぶスーセントマリー運河やパナマ運河など、多くの運河の建設に関わった。
ミシガン州リボニアで農夫の子として生まれた。1862年から1865年まで北軍兵士として南北戦争に従軍した後、ミシガン大学に入学した。1870年6月、26歳で大学を卒業し、土木工学の学位を取得した。
大学卒業後、ミシガン湖とヒューロン湖の沿岸で港湾の調査や改良に取り組んだ。また、マンハッタンとクイーンズ区の間のイースト川トンネルの建設にあたり、主任技師を務めた。
1903年に米国土木学会(ASCE)の会長を務めた。1910年ジョン・フリッツ・メダル受賞。ノーブルの死後の1929年、米国土木学会は、ノーブルを記念するアルフレッド・ノーブル賞を制定した。